# Cophura incertus
Cophura incertus là một loài ruồi trong họ Asilidae. Cophura incertus được Becker miêu tả năm 1919.